# NGC 314
NGC 314 es una galaxia lenticular de la constelación de Sculptor. 
Fue descubierta el 27 de septiembre de 1834 por el astrónomo John Herschel.